# (7973) Koppeschaar
(7973) Koppeschaar ist ein Asteroid des Hauptgürtels, der am 29. September 1973 vom niederländischen Forscherteam Cornelis Johannes van Houten, Ingrid van Houten-Groeneveld entdeckt wurde. Die Entdeckung geschah im Rahmen der Zweiten Trojanerdurchmusterung, bei der von Tom Gehrels mit dem 120-cm-Oschin-Schmidt-Teleskop des Palomar-Observatoriums (IAU-Code 675) aufgenommene Feldplatten an der Universität Leiden durchmustert wurden.
Der Asteroid wurde am 24. Januar 2000 nach dem niederländischen Wissenschaftsautor Carl Egon Koppeschaar benannt.